# 西川きよしのご縁です!
『西川きよしのご縁です!』（にしかわきよしのごえんです）は、2004年4月16日から2014年3月21日まで東海テレビで放送されたバラエティ番組。全401回。新聞のテレビ欄では常に「ご縁です」と短縮表記されていた。

## 概要
西川きよしが各回のゲストとともに東海3県各地を訪れ、現地の人々との「ご縁」を結んでいた番組である。放送開始当初はさまざまなドキュメントバラエティ企画をサブコーナーに擁していたが、後にこれらは行わなくなり、紀行番組かつトーク番組的な企画のみで進行するようになった。
もともとは制作局の東海テレビのみで放送されていたローカル番組だったが、2008年4月から2011年3月までは関西テレビでも遅れネットで放送されていた。しかしながら、同局での放送期間中もきよしたちが訪問していたのは東海3県のみであり、関西を訪れることは一度もなかった。
番組タイトルロゴは2004年4月に番組がスタートして以来同じものが使われ続けていたが、2006年4月に一度番組が大幅にリニューアルした際に『西川きよしのご縁です!2006』と西暦の年号が付く形に改められたことがある。それ以降の2007年版・2008年版・2009年版も同様に、『西川きよしのご縁です!2007』などの題で放送されていた。
番組は400回以上にわたって放送されたが、放送開始から丸10年になる2014年春の改編を区切りにして終了した。後番組は、福澤朗が司会を務める生放送のクイズ番組『視聴者参加型生クイズ お茶の間アンサー!』。

## 出演者

### レギュラー出演者
- 西川きよし - 全期間にわたってレギュラー出演。
- オレンジ - 「オレンジのみなさまへごちそう様の旅」を担当。
- 板尾創路（130R） - 「板尾創路のご縁板ガメ」と「明るい健康」を担当。レギュラーから外れた後もたびたびゲスト出演していた。
- 佐藤弘道 - 板尾とともに「明るい健康」を担当。
- 西川かの子 - きよしの娘で、「お元気さんを探す!」に出演。レギュラーから外れた後もたびたびゲスト出演していた。

### 特に出演の多かったゲスト
- オール阪神・巨人
- 山田まりや
- はしのえみ
- 未知やすえ
- 島田珠代
- 国生さゆり
- 兵動大樹（矢野・兵動）
- 中川家

### ナレーター
- 羽佐間道夫 - 2006年3月まで担当。
- 木村匡也 - 2006年4月以降を担当。

## 主な企画

### お元気さんを探す!
きよしが各回のゲストとともに東海3県各地の「お元気さん」たちの下を訪れ、彼らとの会話を楽しみながら人と人との「ご縁」を結んでいくという企画。後述の「知ろうの会」が終了して以来、番組はこの企画のみで進行するようになった。トークパートの収録は、その回で訪問するお元気さんたちの住居や経営店舗などで行われていた。
放送第1回目から最終回まで行われていた企画で、当初は「きよしのご縁探し」というコーナータイトルが付けられていた。また、当初はゲストを呼ぶことはほとんど無かったが、2006年4月の番組リニューアル以降は何らかの形でゲストを呼ぶようになった。かつては娘のかの子もきよしに同行していたが、育休を機にレギュラーから外れたため、2009年以降はきよしとゲストのみで進行するスタイルが定着していった。

### オレンジのみなさまへごちそう様の旅
オレンジの2人が名古屋の店で食べた料理に使われている食材の生産者に「ごちそうさま」を言いに旅に出る企画。この企画は、2004年10月15日放送分から2005年3月18日放送分まで行われていた。

### 板尾創路のご縁板ガメ
板尾創路が家庭用ビデオカメラ（民生用カムコーダ）を手に東海3県各地を旅をしていた企画。旅のテーマは毎回異なり、その回ごとの到達目標を定めて行っていた。撮影は板尾自らが行っていたが、全て1人で行っていたわけではなく、番組スタッフも同行していた。この企画は、番組リニューアル前の2006年3月に終了した。後継企画は「明るい健康」。
可児市で「ヤング」
2005年3月18日放送分で板尾が岐阜県可児市を訪れた際に、街の人が「ヤング」という言葉を言ったらロケを終了するという企画が行われた。しかし、言ってくれる人が現れなかったため、次週放送分以降のロケも引き続き可児市で行われた。また、ルールも同じものが採用され続けた。結果、この企画が街の人たちに知れ渡るようになり、彼らの間では「ヤング」を言ってはいけないという暗黙のルールができていったが、2006年1月13日放送分で鍋パーティに誘われていく途中の車内である人が「ヤングがなかなか見つからないですかねぇ」とつい言ってしまい、可児市でのロケは終了した。板尾はその間約10カ月も「ヤング」の言葉を求めて可児市内をさまよい、次第に知人もできていった。「ヤング」を言ってしまった人は、後日に行われた板尾のお別れ会で皆の前で土下座した。

### 知ろうの会
街の人たちをステージに呼び、彼らに芸などを披露してもらう企画。2006年4月の番組リニューアルと同時にメイン企画へと昇格したが、同年7月7日放送分をもって終了した。

### うおさん
頭が魚の形をした「うおさん」というキャラクターが街のいろいろな店を紹介する企画。2006年4月からはうおさんの仲間たちも登場するストーリー仕立てのコーナーになった。同時に、東海テレビのアナウンサーたちが登場キャラクターの声をそれぞれ担当することになった。この企画は、前述の「知ろうの会」が終了するのと同じ時期に終了した。
うおさん
声 - 高井一
うおさんのモデルはキンメダイである。
フグ部長
声 - 森脇淳
スズキくん
声 - 加藤晃
メバルちゃん
声 - 清水美紀
オコゼちゃん
声 - 松井美智子
クロダイくん
声 - 斉藤誠征
シロギスくん
声 - 小田島卓生
ウニくん
声 - 福島智之
お笑いコンビ・カレイとヒラメ
このキャラクターは予告には登場したが、本編には一度も登場していない。

### 明るい健康
板尾創路と佐藤弘道が「ご縁です体操」なるものを作り、ナゴヤドームに観客を集めてそれを披露することを最終目標とした企画。「ご縁です体操」の曲は、タイムボカンシリーズのアニメの主題歌や「燃えよドラゴンズ!」などを手掛けた山本正之に依頼。板尾と佐藤はこの曲を元に体操を完成させた。ちなみに、体操紹介シーンでの歌は戸田恵子が担当していた。

## 備考

### スポンサー
番組の筆頭スポンサーである丸栄は、東海テレビの開局当時より同金曜19時台のローカルスポンサーを担当し続けている。1970年代から1990年代にかけては、同枠で放送されていた『音楽クイズ・セクションフォー』『家族対抗チャンスクイズ』『まるごとハワイへチャンスクイズ』（ここまではビッグジョンもスポンサーだった）『鶴瓶の音楽に乾杯!』『スペンサーの喫茶店』などで一社単独提供を行っていた。

### 特別番組
毎年元日には特別番組を放送していたが、2014年には放送を行わなかった。番組終了後の2015年1月4日に『西川きよしが帰ってきた!ご縁ですin尾鷲!』として、レギュラー放送時に一度も訪ねていない尾鷲市に行く復活特番が放送された。関西テレビでも1月28日深夜に放送された。
2018年6月22日には東海テレビ開局60周年番組として「帰ってきた 西川きよしのご縁です!日間賀島・篠島できよし&ヘレンの金婚式SP」をレギュラーの放送時間と同時刻で放送された。

## スタッフ
- 構成 - 松永英隆、荻巣しぐれ
- ディレクター - 仲尾義晴、渡辺明宏、近藤晴彦
- チーフディレクター - 船戸秀生
- プロデューサー - 青黄昭彦 → 伊藤雅章（東海テレビ） / 川崎幸夫（よしもとクリエイティブ・エージェンシー東海支社）
- チーフプロデューサー - 片島豊久
- 協力 - 東海タイトル・ワン、東海サウンド
- 制作協力 - 吉本興業、HOBO!S
- 製作著作 - 東海テレビ放送

## 放送局
| 放送対象地域 | 放送局     | 系列           | 放送日時                                             | 備考    |
| ------------ | ---------- | -------------- | ---------------------------------------------------- | ------- |
| 中京広域圏   | 東海テレビ | フジテレビ系列 | 金曜 19:00 - 19:57 （2004年4月16日 - 2014年3月21日） | 製作局  |
| 近畿広域圏   | 関西テレビ | フジテレビ系列 | 土曜 06:05 - 07:00 （2008年4月5日 - 2011年3月26日）  | 8日遅れ |